# 빅토르 호블란
빅토르 호블란(노르웨이어: Viktor Hovland, 1997년 9월 18일 ~ )은 노르웨이의 프로 골프 선수이다. 오슬로에서 태어났고, 미국 오클라호마 주립 대학교로 유학 가 US 아마추어 챔피언십에서 우승했다. 노르웨이 출신의 첫 US아마추어 우승자이자 마스터스 참가자다. 2019년 6월 US 오픈에서 12위를 한 후 프로로 전향했다.